# Alien (jeu vidéo, 1982)
Pour les articles homonymes, voir Alien.
Alien est un jeu vidéo de labyrinthe développé et édité par Fox Video Games, sorti en 1982 sur Atari 2600.
Il est adapté du premier film Alien.

## Accueil
- AllGame : 3,5/5[1]